# Old, New, Borrowed and Blue
Old, New, Borrowed and Blue is een muziekalbum van de Britse zanger Paul Carrack. Het is uitgegeven op zijn eigen label, maar wel overal verkrijgbaar.

## Musici
Paul Carrack speelt alle instrumenten behalve:
- Steve Beighton – saxofoon op (1),(2), (5),(6),(7),(9);
- Ed Collins – trompet op (2),(6),(7)(9);
- Gare du Nord – (4)
- Nigel Bates – gitaar op (3)
- Bob Loveday – viool;
- Lindsay Dracass – zang
- Little Chris – gitaar
- Roberto Mercurio – basgitaar
- Joris Peeters – slagwerk
- Hervé Martens – toetsen.

## Composities
1. What’s shakin’ on the hill? (Nick Lowe)
2. Raining raining (Nick Lowe)
3. Don’t dream it’s over (Neil Finn)
4. Ride on (Paul Carrack, Gare du Nord)
5. What’s going on? (Marvin Gaye, Al Cleveland, Ronaldo Benson)
6. Ain’t that peculiar (Moore, Robinson, Rogers, Tarplin)
7. I live on a battlefield (Nick Lowe, Paul Carrack)
8. Love will keep us alive (Peter Vale, Jim Capaldi, Paul Carrack)
9. Always have, always will (Brenda Russell, Mark Cawley, Paul Carrack)
10. Girl (John Lennon, Paul McCartney)
11. The reason was you (Chris Antblad, Paul Carrack)
12. No easy way out (Paul Carrack)
13. Help me make it through the night (Kris Kristofferson)